# Hochwanner
Hochwanner er med 2.744 meter over havet det næsthøjeste bjerg i Tyskland efter Zugspitze (2.962 moh). Bjerget ligger i bjergkæden Wettersteingebirge i Alperne på grænsen mellem Bayern i Tyskland og Tyrol i Østrig.